# 雅可比恒等式
雅可比恒等式就是下列等式：
{\displaystyle [A,[B,C]]+[B,[C,A]]+[C,[A,B]]=0.}

## 定義
集合{\displaystyle S} 有一個二元運算子{\displaystyle *}及可交換二元運算子{\displaystyle +}滿足雅可比恒等式，如果
{\displaystyle a*(b*c)+c*(a*b)+b*(c*a)=0\quad \forall {a,b,c}\in S.}
李代数是满足雅可比恒等式的代数结构的一个主要例子。
注意，满足雅可比恒等式的代数结构不一定满足反交換律。